# 1669 Dagmar
Az 1669 Dagmar (ideiglenes jelöléssel 1934 RS) a Naprendszer kisbolygóövében található aszteroida. Karl Wilhelm Reinmuth fedezte fel 1934. szeptember 7-én, Heidelbergben.